# Діанов Михайло Олександрович
Миха́йло Олекса́ндрович Діанов (псевдо: Мішаня; нар. 1 травня 1980, Тернопіль) — український військовослужбовець, старший сержант 36 ОБрМП Збройних сил України, оборонець Маріуполя, учасник російсько-української війни. Кавалер ордена «За мужність» II (2022) та III (2022) ступенів, почесний громадянин міста Тернополя (2022).

## Життєпис
Михайло Діанов народився 1 травня 1980 року у місті Тернополі. Має болгарське походження. Батько Михайла закінчив Тернопільський фінансово-економічний інститут.
Закінчив Тернопільську музичну школу № 1 імені Василя Барвінського (клас фортепіано), Тернопільське професійно-технічне училище № 11.
Разом з друзями організували свій гурт «Особистий підпис».

### Російсько-українська війна
Від 2015 року є учасником російсько-української війни. Перший контракт підписав із 79-ю окремою десантно-штурмовою бригадою, де пробув рік та повернувся до Тернополя у відпустку.
Згодом став бійцем батальйону морської піхоти 36-ї окремої бригади морської піхоти. У травні 2022 року окремий загін спеціального призначення «Азов» опублікував у своєму телеграм-каналі фото поранених бійців з «Азовсталі», серед яких є також командир Михайло Діанов. У загоні мав позивний «Мішаня».
21 вересня 2022 року звільнений з полону. За словами сестри бійця, він повернувся з полону дуже виснаженим через недоїдання та поранення.
9 жовтня Михайло отримав у подарунок футболку ФК «Шахтар» з номером 36 на честь 36-ї бригади від Ріната Ахметова.
Михайло Діанов підтримав проєкт «Дитинство без війни», перерахувавши на евакуацію дітей-сиріт із зони бойових дій 400 тис. грн з грошей, які йому переказали українці на лікування.

## Нагороди
- орден «За мужність» II ступеня (14 жовтня 2022) — за особисту мужність і самовіддані дії, виявлені у захисті державного суверенітету та територіальної цілісності України, вірність військовій присязі[8]
- орден «За мужність» III ступеня (19 квітня 2022) — за особисту мужність і самовіддані дії, виявлені у захисті державного суверенітету та територіальної цілісності України, вірність військовій присязі[9];
- почесний громадянин міста Тернополя (2022)[10];
- нагрудний знак «Учасник АТО»;
- нагрудний знак «За взірцевість у військовій службі» ІІІ ступеня;
- нагрудний знак «За зразкову службу»;
- лауреат конкурсу «Людина року-2022» на Тернопільщині[11].

## Сім'я
Колишня дружина — Ольга. Донька — Катерина. Друга дружина — Мирослава, яка має сина від першого шлюбу.